# Min bedste fjende
Min bedste fjende er en dansk film som fik premiere 3. juni 2010.
Filmen handler om drengen Alf, der har fået nok. Han er træt af at blive ydmyget, truet og smadret hver dag i skolen. Da han støder på manga-helten Niccolo, bliver han tændt på modstand, og indser at angreb er det bedste forsvar. Alf allierer sig med klassens absolutte underdog – den insektsamlende Toke. De hører ikke til på bunden! Sammen ændrer de spillets regler, bygger en hær op og går efter klassens konge, men da tronen er indenfor rækkevidde, bliver det pludselig svært at skelne mellem venner og fjender.
- Instruktion Oliver Ussing.
- Manuskript af Oliver Ussing og Søren Grinderslev Hansen.

Blandt de medvirkende kan nævnes:
- Nikolaj Støvring Hansen
- Rasmus Lind Rubin
- Kim Bodnia

Musik af: Troels Abrahamsen, der også er forsanger i Veto.
Baseret på bogen: Nørdernes forvandling af Thorstein Thomsen.

## Eksterne kilder og henvisninger
- [//da.wikipedia.org/w/index.php?title=Wikipedia:Artikler_med_d%C3%B8de_eksterne_henvisninger&dwl=http://cphpix.dk/n/a2.lasso?tt=f&s=2010039&ser=1010&&-session=N:42F942040808e05274goM246B8D9 Webside ikke længere tilgængelig], Søg i webarkiv:  [http://wayback.web.archive.org/web/*/http://cphpix.dk/n/a2.lasso?tt=f&s=2010039&ser=1010&&-session=N:42F942040808e05274goM246B8D9 cphpix.dk]
- Trailer
- Info om filmen Arkiveret 11. december 2010 hos  Wayback Machine
- Min bedste fjende på Internet Movie Database (engelsk)
- Min bedste fjende på Filmdatabasen
- Min bedste fjende på danskefilm.dk
- Min bedste fjende på danskfilmogtv.dk
- Min bedste fjende på Scope
- Min bedste fjende i Svensk Filmdatabas (svensk)
- Min bedste fjende på MovieMeter (nederlandsk)
- Min bedste fjende på AllMovie (engelsk)
- Min bedste fjende på The Movie Database (engelsk)
- Min bedste fjende på Rotten Tomatoes (engelsk)